# Joseph Nikolaus de Vins

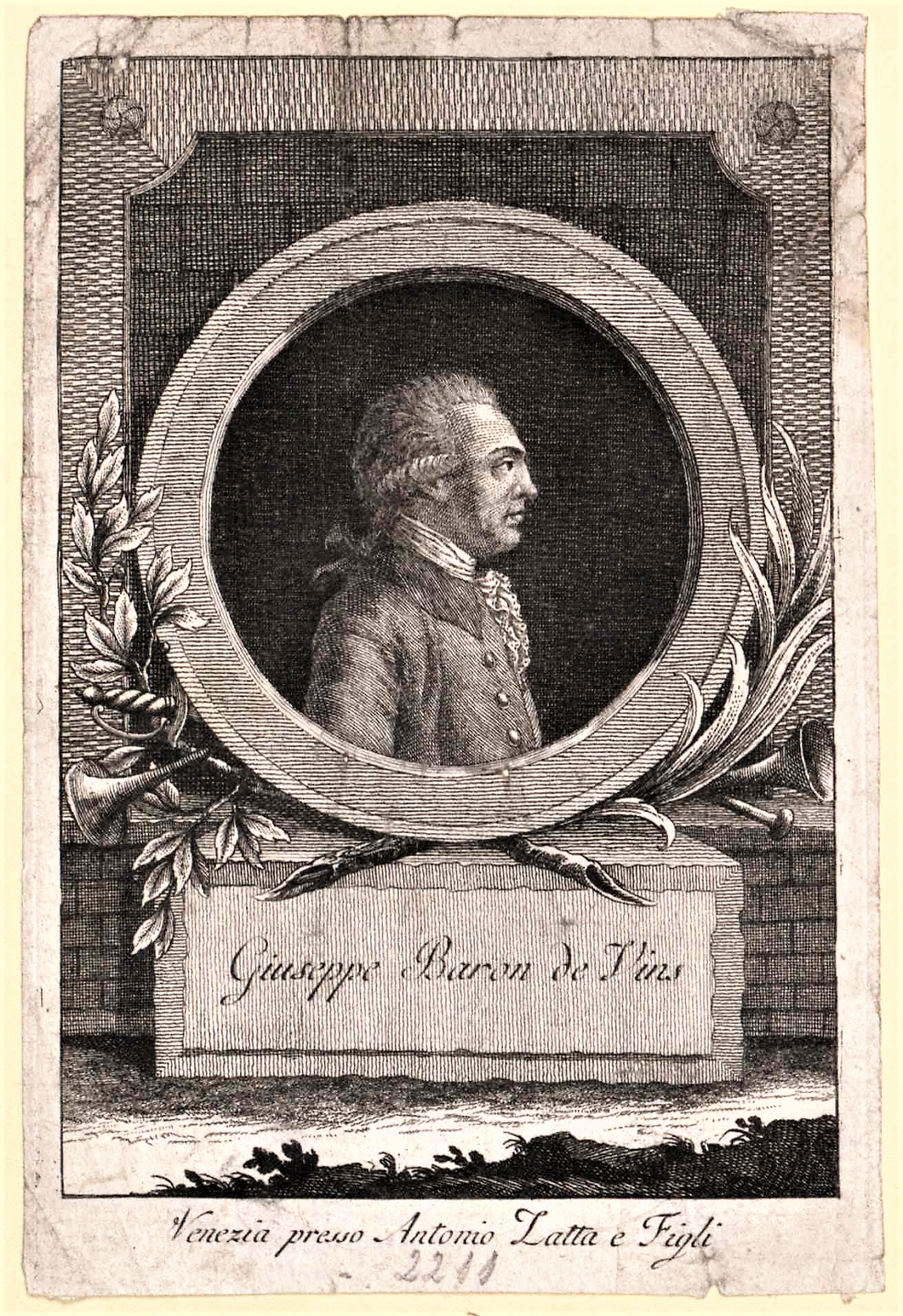
Joseph Nikolaus Freiherr de Vins

Joseph Nikolaus Freiherr de Vins, auch Joseph Freiherr von Vins, Joseph de Wins (* 1732 in Mantua; † 26. September 1798 in Wien), war ein kaiserlicher Geheimer Rat, Offizier (Feldzeugmeister), Träger des Großkreuzes des Militär-Maria-Theresia-Ordens, Inhaber des Infanterieregiments Nr. 37 und Generalinspekteur der Militärgrenze.

## Biographie

### Siebenjähriger Krieg

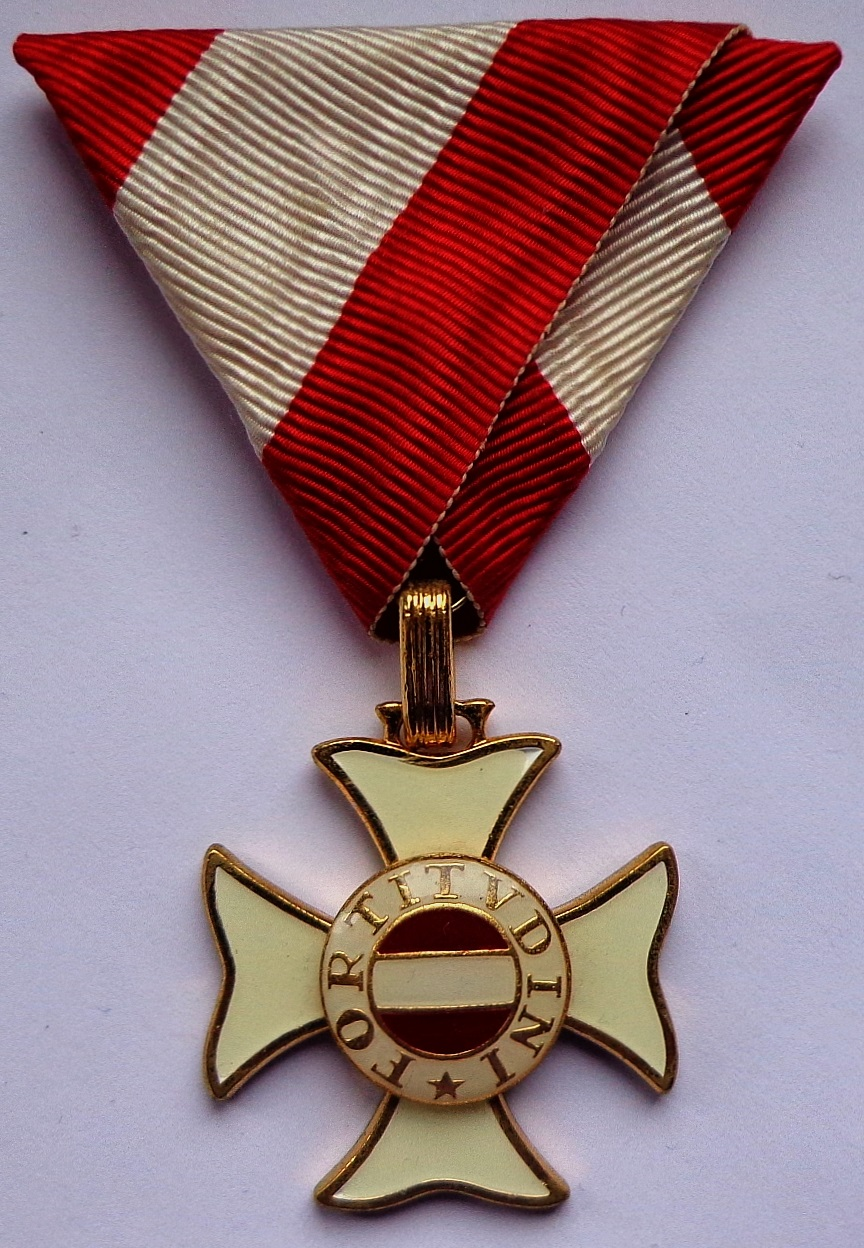
Ritterkreuz des Militär-Maria-Theresien-Ordens

Der Sohn des am 16. Juni 1746 in der Schlacht bei Piacenza gefallenen Generals Hektor Franz de Vins entschied sich ebenfalls für die militärische Laufbahn. Im Jahr 1748 trat er als Fähnrich in das Infanterieregiment Leopold Pálffy ein, in welchem er alle Chargengrade bis zum Oberst durchmachte. Schon im Jahr 1750 zum Unterlieutenant ernannt, wurde er 1755 zum Hauptmann befördert. 

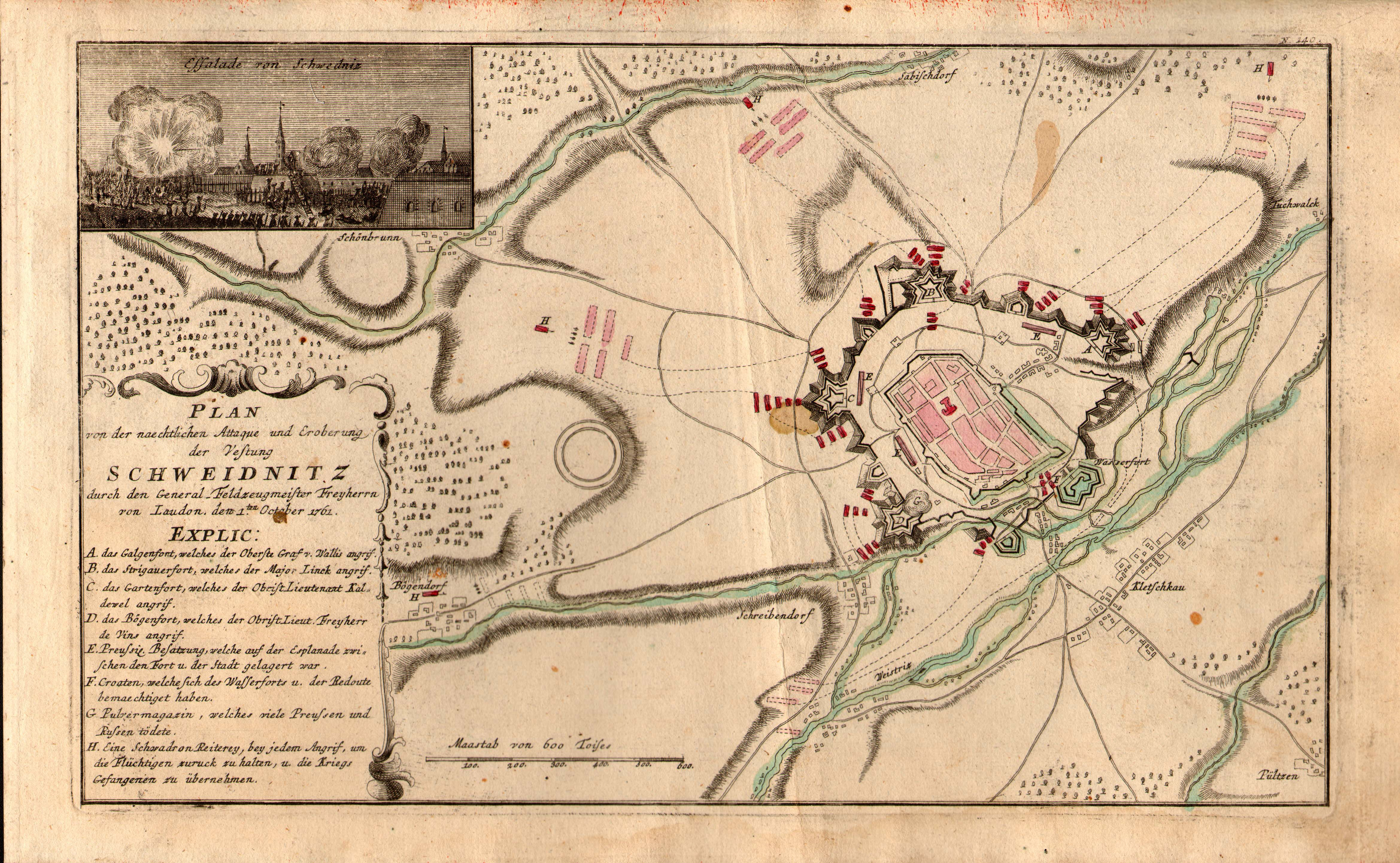
Belagerungskarte für Schweidnitz 1761

Er kämpfte im Siebenjährigen Krieg gegen die Preußen. Der Grenadierhauptmann des Leopold von Palffy Infanterieregiments Nr. 19 zeichnete sich im Siebenjährigen Krieg während der ersten Belagerungen von Schweidnitz durch Mut und Tapferkeit aus: Er schlich sich mit den Grenadieren in der Nacht an die Palisaden heran und es gelang ihm, mit zwölf Mann in das Ravelin einzudringen. Der auf diese Weise überraschte Feind zog sich in die Kasematten zurück. So war die Übergabe dieser Festung hauptsächlich eine Folge dieser Unternehmung. Dafür wurde de Vins am 8. September 1757 in den Rang eines Majors befördert und am 4. Dezember 1758 mit dem Ritterkreuz des Militär-Maria-Theresia-Ordens ausgezeichnet.
Nach seinem tadellosen Einsatz am 23. Juli in der Schlacht bei Landeshut, rückte er am 16. Juli 1760 zum Oberstleutnant vor und tat sich bei der dritten Belagerungen von Schweidnitz, nämlich bei der Erstürmung des Forts Galgen (30. September bis 1. Oktober 1761), hervor. Er erhielt daraufhin die Ehre, die Siegesnachricht an den Wiener Hof zu überbringen und wurde außerdem am 13. Oktober 1761 zum Oberst und Kommandanten des Infanterieregiments Nr. 16 befördert.
Am 1. Mai 1773 (Rang vom 28. April 1765) avancierte er zum Generalmajor und mit dem Titel eines Geheimer Rat geehrt, übernahm de Vins das Infanterieregiment Nr. 51 im Generalstab von Großwardein (Oradea) im damaligen Ungarn.

### Bayerischer Erbfolgekrieg und 8. Österreichischer Türkenkrieg

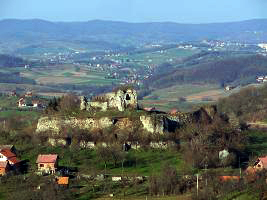
Burg Zettin (Cetin), befreit nach einer langen Schlacht am 20. Juli 1790

Der Bayerische Erbfolgekrieg bot ihm erneut eine Möglichkeit sich auszuzeichnen. Er befehligte eine unabhängige Abteilung innerhalb der Armee von Feldmarschall Freiherr Gideon Ernst von Laudon. Auf seinem letzten Rückzug während der Nacht in der Schlacht bei Hirschberg verlor er allerdings zahlreiche seiner Soldaten und fiel selbst kurzzeitig in Gefangenschaft.
Mit Rang vom 31. März 1783 wurde er zum Feldmarschallleutnant ernannt und am 7. Februar 1784 Inhaber des Infanterieregiments Nr. 37. Er war Kommandierender General an der Militärgrenze  (1. April 1783–1. Dezember 1791), sodann Generalinspekteur der Militärgrenze. Dieses Amt behielt er bis zu seinem Tod. 
Wenige Jahre darauf, am 10. November 1788 (Rang vom 28. Oktober 1788), avancierte der Freiherr zum Feldzeugmeister. Als solcher wohnte er den Feldzügen 1788 und 1789 gegen die Türken bei, sodann kommandierte er 1790 das K. u. k. kroatische Armeekorps, welches am 20. Juli des Jahres, nach einer langen Schlacht, Burg Cetin (Zettin) einnahm und wurde am 17. Dezember 1790 mit dem Großkreuz des Maria-Theresia-Ordens dekoriert. 1791 wurde er Generalkommandant der Militärgrenze in Kroatien und im Dezember tauschte er diese Stelle gegen die eines General-Grenzinspekteurs.

### Koalitionskriege
Nachdem der in den Koalitionskriegen gegen die Franzosen kämpfende König Victor Amadeus III. von Sardinien große territoriale Verluste für sein Königreich Sardinien-Piemont hinnehmen musste und er mit der Amtsführung seiner Offiziere unzufrieden war, bat er um die Entsendung eines österreichischen Befehlshabers für die vereinte Österreichisch-Sardinische Armee. Deshalb ernannte der Kaiser den Freiherren am 21. Dezember 1792 zum Obergeneral. Doch scheiterte er in diesem und den folgenden Feldzügen in verschiedenen Unternehmungen, erkrankte und musste auf einige Zeit die Armee verlassen. Im April 1795 trat er das Kommando von Neuen an. Zwei Monate später begann er die Offensive gegen Genua und rückte an der Riviera vor. Er befehligte dabei 34 österreichische Bataillone und 14 Schwadronen, die ihm der König von Sardinien zur Seite gestellt hatte, insgesamt 42 000 Mann. Aber als Folge eigener Unsicherheit und der konstanten Verstärkung des französischen Kontingents, konnte er den Feldzug nicht für sich entscheiden. Enttäuscht und bereits von seiner Krankheit (Skorbut) schwer gezeichnet, übergab er am 22. November des Jahres das Kommando über die Armee an den Feldzeugmeister Olivier Remigius von Wallis.